# UN-Sonderberichterstatter für Religions- oder Glaubensfreiheit
Die Stelle des Sonderberichterstatters zur Religions- und Glaubensfreiheit (englisch Special Rapporteur on freedom of religion or belief) wurde geschaffen, um bestehende und aufkommende Hindernisse für die Ausübung des Rechts auf Religions- oder Glaubensfreiheit zu ermitteln und Empfehlungen zu allfälligen Möglichkeiten und Mitteln zur Überwindung solcher Hindernisse vorzulegen.

## Das UN-Mandat
Der UN-Menschenrechtsrat schuf diese Stelle am 14. Dezember 2007 mittels einer Resolution, in welcher auch der Auftrag definiert wurde. Dieses UN-Mandat ist auf drei Jahre befristet und wird regelmäßig verlängert. Nachdem die UN-Menschenrechtskommission im Jahr 2006 durch den UN-Menschenrechtsrat ersetzt wurde, ist dieser nun zuständig und übt die Aufsicht aus. Die letzte Verlängerung des Mandates erfolgte am 8. April 2016.
Der Sachverständige ist kein Mitarbeiter der Vereinten Nationen, sondern wird von der UN mit einem Mandat beauftragt und dazu erließ der UN-Menschenrechtsrat einen Verhaltenskodex. Der unabhängige Status des Mandatsträgers ist für die unparteiische Wahrnehmung seiner Aufgaben entscheidend. Die Amtszeit eines Mandats ist auf maximal sechs Jahre begrenzt.
Er erstellt thematische Studien und erarbeitet Leitlinien zur Verbesserung der Menschenrechte. Der Sonderbeauftragte macht auf Einladung von Staaten Länderbesuche und kann in beratender Funktion Empfehlungen abgeben. Er prüft Mitteilungen und unterbreitet den Staaten Vorschläge, wie sie allfällige Missstände beheben können. Er macht auch Anschlussverfahren in welchen er die Umsetzung der Empfehlungen prüft. Dazu erstellt er Jahresberichte zuhanden des UN-Menschenrechtsrat.
Diese Stelle ersetzt die am 24. Dezember 1986 vom Wirtschafts- und Sozialrat geschaffene Stelle eines Sonderberichterstatters gegen religiöse Intoleranz.

## Amtsinhaber
- 1986–1993 Angelo d’Almeida Ribeiro – Portugal
- 1993–2004 Abdelfattah Amor – Tunesien
- 2004–2010 Asma Jilani Jahangir – Pakistan
- 2010–2016 Heiner Bielefeldt – Deutschland
- 2016–2022 Ahmed Shaheed – Malediven
- seit 2022 Nazila Ghanea – Iran

## Websites
- Website des Sonderberichterstatters (englisch)
- Website des Sonderberichterstatters (französisch)